# Sant Climent Sescebes
Sant Climent Sescebes är en kommun i Spanien.   Den ligger i provinsen Província de Girona och regionen Katalonien, i den östra delen av landet, 600 km öster om huvudstaden Madrid. Antalet invånare är 568. Arean är 24,4 kvadratkilometer. Sant Climent Sescebes gränsar till Espolla, La Jonquera, Mollet de Peralada, Masarac, Capmany och Cantallops. 
Terrängen i Sant Climent Sescebes är platt.